# Пирс, Деннис
Деннис Уолтер Пирс (англ. Dennis Walter Piers; 10 мая 1929, Хлоце — 9 сентября 2005, Рандбург, Гаутенг) — южноафриканский крикетист.

## Биография
Деннис Пирс родился 10 мая 1929 года в городе Хлоце в британской колонии Басутоленд (сейчас Лерибе в Лесото).
В сезоне-1947/48 в 17-летнем возрасте провёл 2 первоклассных матча за сборную Оранжевого свободного государства по крикету в Кубке Карри, который разыгрывают команды провинций Южной Африки. В матче со сборной Западной провинции сделал 30 пробежек, в поединке со сборной Восточной провинции — 11.
Был одним из семи уроженцев современного Лесото, игравших первоклассные матчи по крикету, наряду с Аланом Барром, Джорджем Бойсом, Гарри Бойсом, Реджинальдом Лагденом, Рональдом Лагденом и Артуром Льюисом.
Умер 9 сентября 2005 года в пригороде Рандбург южноафриканского города Йоханнесбург.